# Quatrième circonscription du Var
La quatrième circonscription du Var est l'une des 8 circonscriptions législatives que compte le département français du Var (83), situé en région Provence-Alpes-Côte d'Azur.
Elle est représentée à l'Assemblée nationale lors de la XVIe législature de la Cinquième République par Philippe Lottiaux, député du Rassemblement national.

## Description géographique et démographique

### De 1958 à 1986
La quatrième circonscription du Var  était composée de :
- Canton du Beausset
- Canton d'Ollioules
- Canton de la Seyne-sur-Mer
- Canton de Toulon-I

Source : Journal Officiel du 14-15 Octobre 1958.

### De 1988 à 2010
La quatrième circonscription du Var est délimitée par le découpage électoral de la loi no 86-1197 du 24 novembre 1986
 et regroupe les divisions administratives suivantes : 

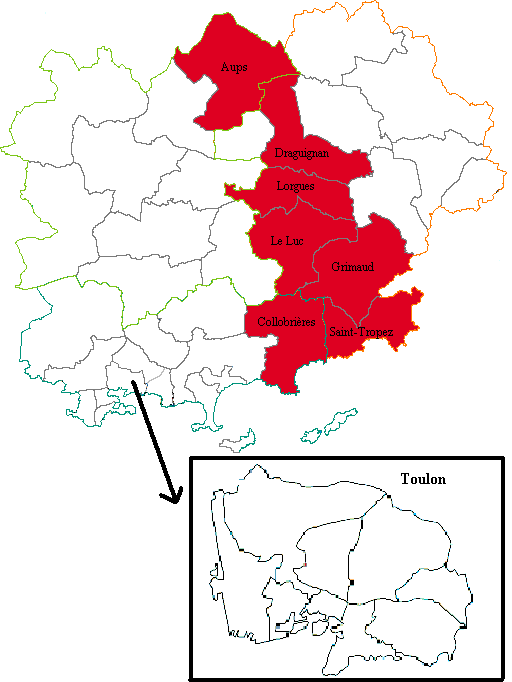
Carte de la 4e circonscription du Var de 1986 à 2012.

- canton d'Aups
- canton de Collobrières
- canton de Draguignan
- canton de Grimaud
- canton de Lorgues
- canton du Luc
- canton de Saint-Tropez.

### Depuis 2010
À la suite du découpage électoral de 2010, la circonscription regroupe les cantons suivants : 
- canton de Besse-sur-Issole
- canton de Collobrières
- canton de Grimaud
- canton de Lorgues
- canton du Luc
- canton de Saint-Tropez.

Depuis le redécoupage des cantons de 2014, la circonscription regroupe :
- le canton du Luc,
- le canton de Sainte-Maxime
- le canton de Vidauban (sauf commune du Muy)
- les communes de Bormes-les-Mimosas, Le Lavandou et Rayol-Canadel-sur-Mer.

D'après le recensement général de la population en 2022, réalisé par l'Institut national de la statistique et des études économiques, la population totale de cette circonscription est estimée à 143 964 habitants,.

| Nom                   | Code Insee | Intercommunalité                          | Superficie (km2) | Population (dernière pop. légale) | Densité (hab./km2) |
| --------------------- | ---------- | ----------------------------------------- | ---------------- | --------------------------------- | ------------------ |
| Besse-sur-Issole      | 83018      | CC Cœur du Var                            | 37,19            | 3 123 (2022)                      | 84                 |
| Bormes-les-Mimosas    | 83019      | CC Méditerranée Porte des Maures          | 97,32            | 8 361 (2022)                      | 86                 |
| Cabasse               | 83026      | CC Cœur du Var                            | 45,49            | 1 985 (2022)                      | 44                 |
| Cavalaire-sur-Mer     | 83036      | CC du golfe de Saint-Tropez               | 16,74            | 7 895 (2022)                      | 472                |
| Collobrières          | 83043      | CC Méditerranée Porte des Maures          | 112,68           | 1 813 (2022)                      | 16                 |
| Cogolin               | 83042      | CC du golfe de Saint-Tropez               | 27,93            | 12 076 (2022)                     | 432                |
| Flassans-sur-Issole   | 83057      | CC Cœur du Var                            | 43,68            | 3 661 (2022)                      | 84                 |
| Gassin                | 83065      | CC du golfe de Saint-Tropez               | 24,74            | 2 674 (2022)                      | 108                |
| Grimaud               | 83068      | CC du golfe de Saint-Tropez               | 44,58            | 4 557 (2022)                      | 102                |
| Gonfaron              | 83067      | CC Cœur du Var                            | 40,42            | 4 349 (2022)                      | 108                |
| La Croix-Valmer       | 83048      | CC du golfe de Saint-Tropez               | 22,28            | 3 832 (2022)                      | 172                |
| La Garde-Freinet      | 83063      | CC du golfe de Saint-Tropez               | 76,64            | 1 848 (2022)                      | 24                 |
| La Môle               | 83079      | CC du golfe de Saint-Tropez               | 45,28            | 1 502 (2022)                      | 33                 |
| Le Cannet-des-Maures  | 83031      | CC Cœur du Var                            | 73,64            | 4 866 (2022)                      | 66                 |
| Le Lavandou           | 83070      | CC Méditerranée Porte des Maures          | 29,65            | 6 431 (2022)                      | 217                |
| Le Luc                | 83073      | CC Cœur du Var                            | 44,16            | 11 124 (2022)                     | 252                |
| Le Plan-de-la-Tour    | 83094      | CC du golfe de Saint-Tropez               | 36,8             | 3 068 (2022)                      | 83                 |
| Le Thoronet           | 83136      | CC Cœur du Var                            | 37,53            | 2 636 (2022)                      | 70                 |
| Les Arcs              | 83004      | CA Dracénie Provence Verdon agglomération | 54,26            | 7 844 (2022)                      | 145                |
| Les Mayons            | 83075      | CC Cœur du Var                            | 28,86            | 625 (2022)                        | 22                 |
| Lorgues               | 83072      | CA Dracénie Provence Verdon agglomération | 64,37            | 9 803 (2022)                      | 152                |
| Pignans               | 83092      | CC Cœur du Var                            | 34,87            | 4 767 (2022)                      | 137                |
| Ramatuelle            | 83101      | CC du golfe de Saint-Tropez               | 35,57            | 1 889 (2022)                      | 53                 |
| Rayol-Canadel-sur-Mer | 83152      | CC du golfe de Saint-Tropez               | 6,83             | 644 (2022)                        | 94                 |
| Saint-Tropez          | 83119      | CC du golfe de Saint-Tropez               | 11,18            | 3 586 (2022)                      | 321                |
| Sainte-Maxime         | 83115      | CC du golfe de Saint-Tropez               | 81,61            | 14 394 (2022)                     | 176                |
| Taradeau              | 83134      | CA Dracénie Provence Verdon agglomération | 17,31            | 1 899 (2022)                      | 110                |
| Vidauban              | 83148      | CA Dracénie Provence Verdon agglomération | 73,93            | 12 712 (2022)                     | 172                |

## Historique des députations
| Législature | Début de mandat | Fin de mandat  | Député             | Parti politique | Observations |
| ----------- | --------------- | -------------- | ------------------ | --------------- | --- |
| IXe         | 23 juin 1988    | 1er avril 1993 | Jean-Michel Couve  | RPR             | Maire de Saint-Tropez (1983-1989). Conseiller général du canton de Saint-Tropez (1992-2001).                                                                                       |
| Xe          | 2 avril 1993    | 21 avril 1997  | Jean-Michel Couve, | RPR,            | Maire de Saint-Tropez (1993-2008). Conseiller général du canton de Saint-Tropez (1992-2001). Mandat écourté à la suite d'une dissolution parlementaire décidée par Jacques Chirac. |
| XIe         | 12 juin 1997    | 18 juin 2002   | Jean-Michel Couve  | RPR             | Maire de Saint-Tropez (1993-2008). Conseiller général du canton de Saint-Tropez (1992-2001).                                                                                       |
| XIIe        | 19 juin 2002    | 19 juin 2007   | Jean-Michel Couve, | UMP,            | Maire de Saint-Tropez (1993-2008). |
| XIIIe       | 20 juin 2007    | 19 juin 2012   | Jean-Michel Couve  | UMP             | Maire de Saint-Tropez (1993-2008). |
| XIVe        | 20 juin 2012    | 20 juin 2017   | Jean-Michel Couve  | UMP ➞ LR        | |
| XVe         | 21 juin 2017    | 21 juin 2022   | Sereine Mauborgne  | LREM            | |
| XVIe        | 22 juin 2022    | 9 juin 2024    | Philippe Lottiaux  | RN              | Mandat écourté à la suite d'une dissolution parlementaire décidée par Emmanuel Macron.                                                                                             |

## Historique des élections

### Élections de 1958
| Candidat       | Candidat        | Parti          | Premier tour | Premier tour | Second tour | Second tour |  |
| Candidat       | Candidat        | Parti          | Voix         | %            | Voix        | %           |  |
| -------------- | --------------- | -------------- | ------------ | ------------ | ----------- | ----------- |  |
|                | Jean Vitel élu  | UNR            | 23 083       | 43,43        | 30 448      | 56,36       |  |
|                | Toussaint Merle | PCF            | 15 071       | 28,36        | 15 322      | 28,36       |  |
|                | Franck Arnal    | SFIO           | 13 694       | 25,77        | 8 252       | 15,28       |  |
|                | Napoléon Pietri | UFF            | 1 299        | 2,44         |             |             |  |
|                |                 |                |              |              |             |             |  |
| Inscrits       | Inscrits        | Inscrits       | 72 223       | 100,00       | 72 223      | 100,00      |  |
| Abstentions    | Abstentions     | Abstentions    | 18 309       | 25,35        | 17 644      | 24,43       |  |
| Votants        | Votants         | Votants        | 53 914       | 74,65        | 54 579      | 75,57       |  |
| Blancs et nuls | Blancs et nuls  | Blancs et nuls | 767          | 1,42         | 557         | 1,02        |  |
| Exprimés       | Exprimés        | Exprimés       | 53 147       | 98,58        | 54 022      | 98,98       |  |

Le suppléant de Jean Vitel était Gabriel Nicola.

### Élections de 1962
| Candidat       | Candidat           | Parti          | Premier tour | Premier tour | Second tour | Second tour |  |
| Candidat       | Candidat           | Parti          | Voix         | %            | Voix        | %           |  |
| -------------- | ------------------ | -------------- | ------------ | ------------ | ----------- | ----------- |  |
|                | Toussaint Merle    | PCF            | 18 078       | 36,43        | 25 494      | 49,23       |  |
|                | Marcel Bayle élu   | UNR-UDT        | 16 406       | 33,06        | 26 287      | 50,77       |  |
|                | Jean Vitel sortant | Modérés        | 8 573        | 17,28        | Retrait     | Retrait     |  |
|                | Auguste Amic       | SFIO           | 5 283        | 10,65        | Retrait     | Retrait     |  |
|                | André Janin        | PSU            | 1 284        | 2,59         |             |             |  |
|                |                    |                |              |              |             |             |  |
| Inscrits       | Inscrits           | Inscrits       | 79 549       | 100,00       | 79 541      | 100,00      |  |
| Abstentions    | Abstentions        | Abstentions    | 28 918       | 36,35        | 24 584      | 30,91       |  |
| Votants        | Votants            | Votants        | 50 631       | 63,65        | 54 957      | 69,09       |  |
| Blancs et nuls | Blancs et nuls     | Blancs et nuls | 1 007        | 1,99         | 3 176       | 5,78        |  |
| Exprimés       | Exprimés           | Exprimés       | 49 624       | 98,01        | 51 781      | 94,22       |  |

Le suppléant de Marcel Bayle était Raymond Grisoni, agent commercial.

### Élections de 1967
| Candidat       | Candidat             | Parti          | Premier tour | Premier tour | Second tour | Second tour |  |
| Candidat       | Candidat             | Parti          | Voix         | %            | Voix        | %           |  |
| -------------- | -------------------- | -------------- | ------------ | ------------ | ----------- | ----------- |  |
|                | Toussaint Merle élu  | PCF            | 24 156       | 34           | 35 577      | 51,4        |  |
|                | Marcel Bayle sortant | UD-Ve          | 24 044       | 33,84        | 33 644      | 48,6        |  |
|                | Pascal Arrighi       | Modérés        | 11 563       | 16,27        | Retrait     | Retrait     |  |
|                | René Basse           | FGDS (SFIO)    | 7 369        | 10,37        |             |             |  |
|                | Jean-Marie Schotte   | CD (PDM)       | 3 924        | 5,52         |             |             |  |
|                |                      |                |              |              |             |             |  |
| Inscrits       | Inscrits             | Inscrits       | 94 240       | 100,00       | 94 233      | 100,00      |  |
| Abstentions    | Abstentions          | Abstentions    | 21 727       | 23,05        | 21 054      | 22,34       |  |
| Votants        | Votants              | Votants        | 72 513       | 76,95        | 73 179      | 77,66       |  |
| Blancs et nuls | Blancs et nuls       | Blancs et nuls | 1 457        | 2,01         | 3 958       | 5,41        |  |
| Exprimés       | Exprimés             | Exprimés       | 71 056       | 97,99        | 69 221      | 94,59       |  |

La suppléante de Toussaint Merle était Danielle Colonna.

### Élections de 1968
| Candidat       | Candidat                | Parti          | Premier tour | Premier tour | Second tour | Second tour |  |
| Candidat       | Candidat                | Parti          | Voix         | %            | Voix        | %           |  |
| -------------- | ----------------------- | -------------- | ------------ | ------------ | ----------- | ----------- |  |
|                | Marcel Bayle élu        | UDR (URP)      | 30 775       | 42,96        | 39 118      | 57,35       |  |
|                | Toussaint Merle sortant | PCF            | 22 700       | 31,69        | 29 089      | 42,65       |  |
|                | Roger Devémy            | CD (PDM)       | 12 122       | 16,92        | Retrait     | Retrait     |  |
|                | René Basse              | FGDS (SFIO)    | 6 039        | 8,43         |             |             |  |
|                |                         |                |              |              |             |             |  |
| Inscrits       | Inscrits                | Inscrits       | 93 658       | 100,00       | 93 663      | 100,00      |  |
| Abstentions    | Abstentions             | Abstentions    | 21 130       | 22,56        | 21 394      | 22,84       |  |
| Votants        | Votants                 | Votants        | 72 528       | 77,44        | 72 269      | 77,16       |  |
| Blancs et nuls | Blancs et nuls          | Blancs et nuls | 892          | 1,23         | 4 062       | 5,62        |  |
| Exprimés       | Exprimés                | Exprimés       | 71 636       | 98,77        | 68 207      | 94,38       |  |

Le suppléant de Marcel Bayle était Maitre Édouard Vellutini, RI.

### Élections de 1973
| Candidat       | Candidat                | Parti          | Premier tour | Premier tour | Second tour | Second tour |  |
| Candidat       | Candidat                | Parti          | Voix         | %            | Voix        | %           |  |
| -------------- | ----------------------- | -------------- | ------------ | ------------ | ----------- | ----------- |  |
|                | Philippe Giovannini élu | PCF            | 25 055       | 30,39        | 40 862      | 50,3        |  |
|                | Marcel Bayle sortant    | UDR (URP)      | 22 427       | 27,2         | 40 374      | 49,7        |  |
|                | Jean-René Étienne       | PS (UGSD)      | 14 631       | 17,75        | Retrait     | Retrait     |  |
|                | Pascal Arrighi          | CD (MR)        | 14 426       | 17,5         | Retrait     | Retrait     |  |
|                | Jean-Marie Schotte      | Divers droite  | 4 389        | 5,32         |             |             |  |
|                | Alain Grenet            | LO             | 1 510        | 1,83         |             |             |  |
|                |                         |                |              |              |             |             |  |
| Inscrits       | Inscrits                | Inscrits       | 107 221      | 100,00       | 107 199     | 100,00      |  |
| Abstentions    | Abstentions             | Abstentions    | 23 063       | 21,51        | 21 780      | 20,32       |  |
| Votants        | Votants                 | Votants        | 84 158       | 78,49        | 85 419      | 79,68       |  |
| Blancs et nuls | Blancs et nuls          | Blancs et nuls | 1 720        | 2,04         | 4 183       | 4,9         |  |
| Exprimés       | Exprimés                | Exprimés       | 82 438       | 97,96        | 81 236      | 95,1        |  |

La suppléante de Philippe Giovannini était Danielle Colonna.

### Élections de 1978
| Candidat       | Candidat               | Parti          | Premier tour | Premier tour | Second tour | Second tour |  |
| Candidat       | Candidat               | Parti          | Voix         | %            | Voix        | %           |  |
| -------------- | ---------------------- | -------------- | ------------ | ------------ | ----------- | ----------- |  |
|                | Danielle de March      | PCF            | 30 360       | 28,4         | 51 440      | 46,59       |  |
|                | Arthur Paecht élu      | UDF (PR)       | 27 541       | 25,76        | 58 978      | 53,41       |  |
|                | Christian Goux         | PS             | 20 646       | 19,31        | Retrait     | Retrait     |  |
|                | Marcel Bayle           | RPR            | 17 779       | 16,63        | Retrait     | Retrait     |  |
|                | Antoine Baptiste       | Divers droite  | 5 214        | 4,88         |             |             |  |
|                | Marc-Erick Jacomella   | PFN            | 2 007        | 1,88         |             |             |  |
|                | Guy Gozlan             | LO             | 1 150        | 1,08         |             |             |  |
|                | Claude-Nicole Hocquard | MDD            | 1 357        | 1,27         |             |             |  |
|                | Jean-Louis Marchetti   | LCR            | 864          | 0,81         |             |             |  |
|                |                        |                |              |              |             |             |  |
| Inscrits       | Inscrits               | Inscrits       | 133 835      | 100,00       | 138 834     | 100,00      |  |
| Abstentions    | Abstentions            | Abstentions    | 24 847       | 18,57        | 25 565      | 18,41       |  |
| Votants        | Votants                | Votants        | 108 988      | 81,43        | 113 269     | 81,59       |  |
| Blancs et nuls | Blancs et nuls         | Blancs et nuls | 2 070        | 1,9          | 2 851       | 2,52        |  |
| Exprimés       | Exprimés               | Exprimés       | 106 918      | 98,1         | 110 418     | 97,48       |  |

Le suppléant d'Arthur Paecht était Louis Colombani, commerçant, adjoint au maire de Toulon.

### Élections de 1981
| Candidat       | Candidat              | Parti          | Premier tour | Premier tour | Second tour | Second tour |  |
| Candidat       | Candidat              | Parti          | Voix         | %            | Voix        | %           |  |
| -------------- | --------------------- | -------------- | ------------ | ------------ | ----------- | ----------- |  |
|                | Arthur Paecht sortant | UDF (PR)       | 42 832       | 43,95        | 49 523      | 46,38       |  |
|                | Christian Goux élu    | PS             | 28 999       | 29,76        | 57 261      | 53,62       |  |
|                | Danielle de March     | PCF            | 22 843       | 23,44        | Retrait     | Retrait     |  |
|                | Alain Chaumier        | FN             | 1 120        | 1,15         |             |             |  |
|                | Gérard Tautil         | Régionaliste   | 807          | 0,83         |             |             |  |
|                | Joëlle Le Bris        | LO             | 448          | 0,46         |             |             |  |
|                | François Alcaraz      | LCR            | 402          | 0,41         |             |             |  |
|                |                       |                |              |              |             |             |  |
| Inscrits       | Inscrits              | Inscrits       | 140 547      | 100,00       | 140 543     | 100,00      |  |
| Abstentions    | Abstentions           | Abstentions    | 41 896       | 29,81        | 32 266      | 22,96       |  |
| Votants        | Votants               | Votants        | 98 651       | 70,19        | 108 277     | 77,04       |  |
| Blancs et nuls | Blancs et nuls        | Blancs et nuls | 1 200        | 1,22         | 1 493       | 1,38        |  |
| Exprimés       | Exprimés              | Exprimés       | 97 451       | 98,78        | 106 784     | 98,62       |  |

La suppléante de Christian Goux était Odette Casanova, professeure de collège à Toulon.

### Élections de 1988
| Candidat       | Candidat                        | Parti          | Premier tour | Premier tour | Second tour | Second tour |  |
| Candidat       | Candidat                        | Parti          | Voix         | %            | Voix        | %           |  |
| -------------- | ------------------------------- | -------------- | ------------ | ------------ | ----------- | ----------- |  |
|                | Jean-Michel Couve sortant réélu | RPR (URC)      | 23 442       | 41,55        | 35 329      | 57,53       |  |
|                | Barthélemy Mariani              | PS             | 17 562       | 31,13        | 26 079      | 42,47       |  |
|                | Fernand Libourel                | FN             | 10 324       | 18,3         |             |             |  |
|                | Jean-Pierre Nardini             | PCF            | 5 087        | 9,02         |             |             |  |
|                |                                 |                |              |              |             |             |  |
| Inscrits       | Inscrits                        | Inscrits       | 84 352       | 100,00       | 84 326      | 100,00      |  |
| Abstentions    | Abstentions                     | Abstentions    | 26 762       | 31,73        | 21 264      | 25,22       |  |
| Votants        | Votants                         | Votants        | 57 590       | 68,27        | 63 062      | 74,78       |  |
| Blancs et nuls | Blancs et nuls                  | Blancs et nuls | 1 175        | 2,04         | 1 654       | 2,62        |  |
| Exprimés       | Exprimés                        | Exprimés       | 56 415       | 97,96        | 61 408      | 97,38       |  |

Le suppléant de Jean-Michel Couve était Max Piselli, UDF, maire de Draguignan.

### Élections de 1993
| Candidat       | Candidat                        | Parti          | Premier tour | Premier tour | Second tour | Second tour |  |
| Candidat       | Candidat                        | Parti          | Voix         | %            | Voix        | %           |  |
| -------------- | ------------------------------- | -------------- | ------------ | ------------ | ----------- | ----------- |  |
|                | Jean-Michel Couve sortant réélu | RPR (UPF)      | 25 233       | 42,1         | 32 593      | 67,34       |  |
|                | Jean-Louis Bouguereau           | FN             | 12 543       | 20,93        | 15 811      | 32,66       |  |
|                | Christian Martin                | PS (ADFP)      | 11 041       | 18,42        |             |             |  |
|                | Alain Moreu                     | GÉ (EÉ)        | 4 450        | 7,42         |             |             |  |
|                | Jean-Pierre Nardini             | PCF            | 4 029        | 6,72         |             |             |  |
|                | Jocelyne Fraysse                | LT-LNÉ         | 2 098        | 3,5          |             |             |  |
|                | Patrice Lallouette              | AP             | 543          | 0,91         |             |             |  |
|                |                                 |                |              |              |             |             |  |
| Inscrits       | Inscrits                        | Inscrits       | 90 442       | 100,00       | 90 385      | 100,00      |  |
| Abstentions    | Abstentions                     | Abstentions    | 27 572       | 30,49        | 30 774      | 34,05       |  |
| Votants        | Votants                         | Votants        | 62 870       | 69,51        | 59 611      | 65,95       |  |
| Blancs et nuls | Blancs et nuls                  | Blancs et nuls | 2 933        | 4,67         | 11 207      | 18,8        |  |
| Exprimés       | Exprimés                        | Exprimés       | 59 937       | 95,33        | 48 404      | 81,2        |  |

Le suppléant de Jean-Michel Couve était Olivier Audibert, UDF, assureur, adjoint au maire de Draguignan.

### Élections de 1997
| Candidat       | Candidat                        | Parti             | Premier tour | Premier tour | Second tour | Second tour |  |
| Candidat       | Candidat                        | Parti             | Voix         | %            | Voix        | %           |  |
| -------------- | ------------------------------- | ----------------- | ------------ | ------------ | ----------- | ----------- |  |
|                | Jean-Michel Couve sortant réélu | RPR               | 19 918       | 32,45        | 31 405      | 46,14       |  |
|                | Christian Martin                | PS                | 16 805       | 27,38        | 25 586      | 37,59       |  |
|                | Jean-Louis Bouguereau           | FN                | 14 478       | 23,59        | 11 071      | 16,27       |  |
|                | Jean-Pierre Nardini             | PCF               | 3 704        | 6,03         |             |             |  |
|                | Hervé Goudard                   | LDI (MPF)         | 1 935        | 3,15         |             |             |  |
|                | Thierry Salerno                 | GÉ                | 1 522        | 2,48         |             |             |  |
|                | Marie-Chantal Montalescot       | MÉI               | 989          | 1,61         |             |             |  |
|                | Gérard Tautil                   | Divers écologiste | 578          | 0,94         |             |             |  |
|                | Christian Hermet                | US4J              | 508          | 0,83         |             |             |  |
|                | Jean Frizzi                     | LT-LNÉ            | 432          | 0,7          |             |             |  |
|                | Brigitte Gaboriaud              | Divers            | 287          | 0,47         |             |             |  |
|                | Didier Lacoste                  | Extrême droite    | 227          | 0,37         |             |             |  |
|                |                                 |                   |              |              |             |             |  |
| Inscrits       | Inscrits                        | Inscrits          | 94 917       | 100,00       | 94 908      | 100,00      |  |
| Abstentions    | Abstentions                     | Abstentions       | 31 073       | 32,74        | 25 025      | 26,37       |  |
| Votants        | Votants                         | Votants           | 63 844       | 67,26        | 69 883      | 73,63       |  |
| Blancs et nuls | Blancs et nuls                  | Blancs et nuls    | 2 461        | 3,85         | 1 821       | 2,61        |  |
| Exprimés       | Exprimés                        | Exprimés          | 61 383       | 96,15        | 68 062      | 97,39       |  |

Le suppléant de Jean-Michel Couve était Olivier Audibert-Troin.

### Élections de 2002
| Candidat       | Candidat                        | Parti             | Premier tour | Premier tour | Second tour | Second tour |  |
| Candidat       | Candidat                        | Parti             | Voix         | %            | Voix        | %           |  |
| -------------- | ------------------------------- | ----------------- | ------------ | ------------ | ----------- | ----------- |  |
|                | Jean-Michel Couve sortant réélu | UMP               | 28 339       | 42,88        | 32 268      | 50,56       |  |
|                | Christian Martin                | PS                | 16 843       | 25,49        | 19 911      | 31,2        |  |
|                | Michèle Dutoya                  | FN                | 13 301       | 20,13        | 11 638      | 18,24       |  |
|                | Christiane Francescon Teza      | CPNT              | 1 389        | 2,1          |             |             |  |
|                | Véronique Sava                  | Divers            | 783          | 1,18         |             |             |  |
|                | Cédric Donnat                   | LCR               | 766          | 1,16         |             |             |  |
|                | Alain Verhelst                  | Pôle républicain  | 719          | 1,09         |             |             |  |
|                | Patrick Alougba Dit Carbou      | LT-LNÉ            | 620          | 0,94         |             |             |  |
|                | Chantal Pauthier                | MPF               | 545          | 0,82         |             |             |  |
|                | Jacques Parent                  | MNR               | 523          | 0,79         |             |             |  |
|                | Denise Marquet                  | MÉI               | 387          | 0,59         |             |             |  |
|                | Jean-Luc Nightingale            | Divers écologiste | 381          | 0,58         |             |             |  |
|                | Jacques Mazars                  | LO                | 366          | 0,55         |             |             |  |
|                | Jacques Michiels                | Divers            | 300          | 0,45         |             |             |  |
|                | Michel Petit                    | Divers            | 267          | 0,4          |             |             |  |
|                | Marie-Pierre Villard            | GÉ                | 228          | 0,35         |             |             |  |
|                | Paule Rossignol                 | MHAN              | 188          | 0,28         |             |             |  |
|                | Hélène Vahé                     | CNIP              | 77           | 0,12         |             |             |  |
|                | Pierre Louvet                   | Divers            | 63           | 0,1          |             |             |  |
|                | Alain Spada                     | Divers droite     | 0            | 0            |             |             |  |
|                |                                 |                   |              |              |             |             |  |
| Inscrits       | Inscrits                        | Inscrits          | 106 374      | 100,00       | 106 373     | 100,00      |  |
| Abstentions    | Abstentions                     | Abstentions       | 38 983       | 36,65        | 41 250      | 38,78       |  |
| Votants        | Votants                         | Votants           | 67 391       | 63,35        | 65 123      | 61,22       |  |
| Blancs et nuls | Blancs et nuls                  | Blancs et nuls    | 1 306        | 1,94         | 1 306       | 2,01        |  |
| Exprimés       | Exprimés                        | Exprimés          | 66 085       | 98,06        | 63 817      | 97,99       |  |

Le suppléant de Jean-Michel Couve était Max Piselli, chef d'entreprise retraité, Vice-Président du Conseil général, conseiller général du canton de Draguignan, Président de la Communauté d'agglomération de la Dracénie, maire de Draguignan.

### Élections de 2007
| Candidat       | Candidat                        | Parti          | Premier tour | Premier tour | Second tour | Second tour |  |
| Candidat       | Candidat                        | Parti          | Voix         | %            | Voix        | %           |  |
| -------------- | ------------------------------- | -------------- | ------------ | ------------ | ----------- | ----------- |  |
|                | Jean-Michel Couve sortant réélu | UMP            | 33 243       | 46,65        | 43 047      | 65,98       |  |
|                | Michel Pineau                   | PS             | 11 246       | 15,78        | 22 200      | 34,02       |  |
|                | Alain Spada                     | Divers droite  | 10 179       | 14,28        |             |             |  |
|                | Michèle Dutoya                  | FN             | 4 027        | 5,65         |             |             |  |
|                | Richard Belkadi                 | UDF–MoDem      | 3 771        | 5,29         |             |             |  |
|                | Robert Bordin                   | Les Verts      | 1 642        | 2,3          |             |             |  |
|                | Hélène Blanc                    | PCF            | 1 559        | 2,19         |             |             |  |
|                | Yves Lacire                     | LCR            | 1 229        | 1,72         |             |             |  |
|                | Yves Barthois                   | CPNT           | 1 095        | 1,54         |             |             |  |
|                | Jacques Michiels                | MPF            | 896          | 1,26         |             |             |  |
|                | Anne-Aurélie Demory             | MHAN           | 876          | 1,23         |             |             |  |
|                | Yves Cornudet                   | Divers         | 577          | 0,81         |             |             |  |
|                | Jacques Parent                  | MNR            | 445          | 0,62         |             |             |  |
|                | Yves Cottençon                  | LO             | 412          | 0,58         |             |             |  |
|                | Hervé Myin                      | AL             | 64           | 0,09         |             |             |  |
|                |                                 |                |              |              |             |             |  |
| Inscrits       | Inscrits                        | Inscrits       | 121 429      | 100,00       | 121 416     | 100,00      |  |
| Abstentions    | Abstentions                     | Abstentions    | 49 086       | 40,42        | 53 497      | 44,06       |  |
| Votants        | Votants                         | Votants        | 72 343       | 59,58        | 67 919      | 55,94       |  |
| Blancs et nuls | Blancs et nuls                  | Blancs et nuls | 1 082        | 1,5          | 2 672       | 3,93        |  |
| Exprimés       | Exprimés                        | Exprimés       | 71 261       | 98,5         | 65 247      | 96,07       |  |

### Élections de 2012
| Candidat       | Candidat                        | Parti          | Premier tour | Premier tour | Second tour | Second tour |  |
| Candidat       | Candidat                        | Parti          | Voix         | %            | Voix        | %           |  |
| -------------- | ------------------------------- | -------------- | ------------ | ------------ | ----------- | ----------- |  |
|                | Jean-Michel Couve sortant réélu | UMP            | 18 117       | 32,21        | 24 981      | 56,17       |  |
|                | Jean-Louis Bouguereau           | RBM (FN)       | 13 347       | 23,73        | 19 490      | 43,83       |  |
|                | Jean-Laurent Félizia            | EÉLV (PS)      | 12 250       | 21,78        |             |             |  |
|                | Vincent Morisse                 | diss. UMP      | 7 967        | 14,16        |             |             |  |
|                | Jean-Marie Bernardi             | FG (PCF)       | 2 409        | 4,28         |             |             |  |
|                | Chantal Thomas                  | LT-LNÉ (MHAN)  | 755          | 1,34         |             |             |  |
|                | Marie-José Reche                | Divers droite  | 402          | 0,71         |             |             |  |
|                | Marika Patti                    | DLR            | 390          | 0,69         |             |             |  |
|                | Christine Beyl                  | AÉI            | 353          | 0,63         |             |             |  |
|                | Didier Grassineau               | NPA            | 137          | 0,24         |             |             |  |
|                | Pierre Deidon                   | LO             | 126          | 0,22         |             |             |  |
|                |                                 |                |              |              |             |             |  |
| Inscrits       | Inscrits                        | Inscrits       | 99 234       | 100,00       | 99 266      | 100,00      |  |
| Abstentions    | Abstentions                     | Abstentions    | 42 266       | 42,59        | 48 857      | 49,22       |  |
| Votants        | Votants                         | Votants        | 56 968       | 57,41        | 50 409      | 50,78       |  |
| Blancs et nuls | Blancs et nuls                  | Blancs et nuls | 715          | 1,26         | 5 938       | 11,78       |  |
| Exprimés       | Exprimés                        | Exprimés       | 56 253       | 98,74        | 44 471      | 88,22       |  |

### Élections de 2017
|                                                                      |                                                                                          |                           |                           |                          |                          |
|                                                                      |                                                                                          | Premier tour 11 juin 2017 | Premier tour 11 juin 2017 | Second tour 18 juin 2017 | Second tour 18 juin 2017 |
|                                                                      |                                                                                          |                           |                           |                          |                          |
|                                                                      |                                                                                          | Nombre                    | % des inscrits            | Nombre                   | % des inscrits           |
| Inscrits                                                             | Inscrits                                                                                 | 106 142                   | 100,00                    | 106 143                  | 100,00                   |
| Abstentions                                                          | Abstentions                                                                              | 59 824                    | 56,36                     | 63 455                   | 59,78                    |
| Votants                                                              | Votants                                                                                  | 46 318                    | 43,64                     | 42 688                   | 40,22                    |
|                                                                      |                                                                                          |                           | % des votants             |                          | % des votants            |
| Bulletins blancs                                                     | Bulletins blancs                                                                         | 651                       | 1,41                      | 2 474                    | 5,80                     |
| Bulletins nuls                                                       | Bulletins nuls                                                                           | 250                       | 0,54                      | 946                      | 2,22                     |
| Suffrages exprimés                                                   | Suffrages exprimés                                                                       | 45 417                    | 98,05                     | 39 268                   | 91,99                    |
|                                                                      |                                                                                          |                           |                           |                          |                          |
| Candidat Étiquette politique (partis et alliances)                   | Candidat Étiquette politique (partis et alliances)                                       | Voix                      | % des exprimés            | Voix                     | % des exprimés           |
|                                                                      |                                                                                          |                           |                           |                          |                          |
|                                                                      | Sereine Mauborgne La République en marche                                                | 14 671                    | 32,30                     | 21 460                   | 54,65                    |
|                                                                      | Philippe Lottiaux Front national                                                         | 11 245                    | 24,76                     | 17 808                   | 45,35                    |
|                                                                      | Françoise Dumont Les Républicains (Union des démocrates et indépendants)                 | 8 115                     | 17,87                     |                          |                          |
|                                                                      | Éric Habouzit La France insoumise                                                        | 3 337                     | 7,35                      |                          |                          |
|                                                                      | Annick Napoléon Divers droite (Les Républicains diss.)                                   | 2 809                     | 6,18                      |                          |                          |
|                                                                      | Jean-Laurent Felizia Europe Écologie Les Verts                                           | 1 484                     | 3,27                      |                          |                          |
|                                                                      | Thierry Rudnik Debout la France                                                          | 651                       | 1,43                      |                          |                          |
|                                                                      | Catherine Moilier Divers (Parti animaliste)                                              | 627                       | 1,38                      |                          |                          |
|                                                                      | Jean-Marie Bernardi Parti communiste français                                            | 620                       | 1,37                      |                          |                          |
|                                                                      | Brigitte Tonini-Bossi Divers droite (Confédération pour l'homme, l'animal et la planète) | 529                       | 1,16                      |                          |                          |
|                                                                      | Didier Monnin Extrême droite (Parti de la France)                                        | 422                       | 0,93                      |                          |                          |
|                                                                      | Gérald Bitschy Divers (Parti du vote blanc)                                              | 323                       | 0,71                      |                          |                          |
|                                                                      | Johana Maniscalco Divers (Union populaire républicaine)                                  | 286                       | 0,63                      |                          |                          |
|                                                                      | Geneviève Cabrera Lutte ouvrière                                                         | 212                       | 0,47                      |                          |                          |
|                                                                      | Gaëlle de Montgolfier Divers (Mouvement 100 %)                                           | 86                        | 0,19                      |                          |                          |
|                                                                      | Martine Camous Divers droite                                                             | 0                         | 0,00                      |                          |                          |
| Source : Ministère de l'Intérieur - Quatrième circonscription du Var |                                                                                          |                           |                           |                          |                          |

### Élections de 2022
|                                                    |                                                                                               |                           |                           |                          |                          |
|                                                    |                                                                                               | Premier tour 12 juin 2022 | Premier tour 12 juin 2022 | Second tour 19 juin 2022 | Second tour 19 juin 2022 |
|                                                    |                                                                                               |                           |                           |                          |                          |
|                                                    |                                                                                               | Nombre                    | % des inscrits            | Nombre                   | % des inscrits           |
| Inscrits                                           | Inscrits                                                                                      | 112 386                   | 100                       | 11 405                   | 100                      |
| Abstentions                                        | Abstentions                                                                                   | 59 944                    | 53,34                     | 61 946                   | 55,11                    |
| Votants                                            | Votants                                                                                       | 52 442                    | 46,66                     | 50 459                   | 44,89                    |
|                                                    |                                                                                               |                           | % des votants             |                          | % des votants            |
| Bulletins blancs                                   | Bulletins blancs                                                                              | 500                       | 0,95                      | 1969                     | 3,90                     |
| Bulletins nuls                                     | Bulletins nuls                                                                                | 261                       | 0,50                      | 811                      | 1,61                     |
| Suffrages exprimés                                 | Suffrages exprimés                                                                            | 51 681                    | 98,55                     | 47 679                   | 94,49                    |
|                                                    |                                                                                               |                           |                           |                          |                          |
| Candidat Étiquette politique (partis et alliances) | Candidat Étiquette politique (partis et alliances)                                            | Voix                      | % des exprimés            | Voix                     | % des exprimés           |
|                                                    |                                                                                               |                           |                           |                          |                          |
|                                                    | Sereine Mauborgne* Ensemble                                                                   | 14 735                    | 28,51                     | 22 098                   | 46,35                    |
|                                                    | Philippe Lottiaux Rassemblement national                                                      | 12 784                    | 24,74                     | 25 581                   | 53,65                    |
|                                                    | Éric Zemmour Reconquête                                                                       | 11 983                    | 23,19                     |                          |                          |
|                                                    | Sabine Cristofani Viglione Nouvelle Union populaire écologique et sociale La France insoumise | 6 649                     | 12,87                     |                          |                          |
|                                                    | Marie-Christine Hamel Les Républicains                                                        | 2 454                     | 4,75                      |                          |                          |
|                                                    | Chantal Sarrut Tous unis pour le vivant !                                                     | 1 205                     | 2,33                      |                          |                          |
|                                                    | Sabrina Ribeiro Teixeira Parti animaliste                                                     | 818                       | 1,58                      |                          |                          |
|                                                    | Valérie Terrazzoni L'écologie au centre                                                       | 706                       | 1,37                      |                          |                          |
|                                                    | Pascale Morel Lutte ouvrière                                                                  | 347                       | 0,67                      |                          |                          |
| * Députée sortante                                 |                                                                                               |                           |                           |                          |                          |

### Élections de 2024
| Candidat                 | Candidat                   | Parti et coalition       | Nuances                  | Premier tour | Premier tour |
| Candidat                 | Candidat                   | Parti et coalition       | Nuances                  | Voix         | %            |
| ------------------------ | -------------------------- | ------------------------ | ------------------------ | ------------ | ------------ |
|                          | Philippe Lottiaux          | RN                       | RN                       | 40 631       | 56,11        |
|                          | Sereine Mauborgne          | RE (ENS)                 | ENS                      | 18 994       | 26,23        |
|                          | Sabine Cristofani Viglione | LFI (NFP)                | UG                       | 9 416        | 13,00        |
|                          | Guillaume Robaa            | ÉAC                      | ECO                      | 2 697        | 3,72         |
|                          | Pascale Morel              | LO                       | EXG                      | 677          | 0,93         |
|                          | Michel Mède                | LR                       | LR                       | 0            | 0            |
|                          |                            |                          |                          |              |              |
| Votes valides            | Votes valides              | Votes valides            | Votes valides            | 72 415       | 97,36        |
| Votes blancs             | Votes blancs               | Votes blancs             | Votes blancs             | 1 219        | 1,64         |
| Votes nuls               | Votes nuls                 | Votes nuls               | Votes nuls               | 747          | 1            |
| Total                    | Total                      | Total                    | Total                    | 74 381       | 100          |
| Abstention               | Abstention                 | Abstention               | Abstention               | 39 563       | 34,72        |
| Inscrits / participation | Inscrits / participation   | Inscrits / participation | Inscrits / participation | 113 944      | 65,28        |

#### Département du Var
- La fiche de l'INSEE de cette circonscription : « Tableaux et Analyses de la quatrième circonscription du Var », sur insee.fr, site de l'Institut national de la statistique et des études économiques (consulté le 10 juin 2007) [PDF]

- « Tous les députés du département du Var depuis 1789 » [archive du 30 septembre 2007], sur assemblee-nationale.fr, site de l'Assemblée nationale française (consulté le 10 juin 2007)

- « Informations contentieuses sur le département du Var (Élections législatives de 2002) »(Archive.org • Wikiwix • Archive.is • Google • Que faire ?), sur conseil-constitutionnel.fr, site du Conseil constitutionnel (consulté le 13 juin 2007)

#### Circonscriptions en France
- « Carte des circonscriptions législatives en France », sur assemblee-nationale.fr, site de l'Assemblée nationale française (consulté le 10 juin 2007)

- « Résultats électoraux officiels en France »(Archive.org • Wikiwix • Archive.is • Google • Que faire ?), sur interieur.gouv.fr, site du ministère de l'Intérieur (France) (consulté le 13 juin 2007)

- Description et Atlas des circonscriptions électorales de France sur http://www.atlaspol.com, Atlaspol, site de cartographie géopolitique, consulté le 13 juin 2007.